# Conseil européen des 28 et 29 juin 2012
Le Conseil européen des 28 et 29 juin 2012 a réuni les chefs d'État et de gouvernement de l'Union européenne. Il a principalement porté sur la crise financière de la zone euro et notamment sur la situation espagnole. En marge du Conseil européen lui-même, les dirigeants de la zone euro ont pris des décisions de long terme, telles que la création d'une instance de supervision commune des banques dans la zone euro.

## Sommet de la zone euro
Réunis lors du Conseil européen des 28 et 29 juin 2012, les chefs d'État et de gouvernement de la zone euro ont décidé de mettre en place, avant la fin de l'année, un mécanisme commun de supervision des banques. Ils ont demandé à la Commission européenne de faire une proposition en ce sens. Une fois ce système en place, le Mécanisme de stabilité européen (MSE) pourrait recapitaliser les banques directement.
Les chefs d'État et de gouvernement ont également, lors de la même réunion, prévu une recapitalisation du secteur bancaire espagnol, l'aide financière étant apportée par le fonds européen de stabilité financière (FESF) en attendant la mise en place effective du MSE. Le gouvernement espagnol a obtenu que le MSE ne soit pas considéré comme un créancier prioritaire, afin de rassurer les autres investisseurs qui pourraient acheter la dette du pays.
Ce dispositif a été présenté comme le résultat de propositions faites par le président du Conseil des ministres italien, Mario Monti, soutenu par le président du gouvernement espagnol, Mariano Rajoy, et entérinées par les autres chefs d'État et de gouvernement à l'issue de négociations très tendues.

## Conclusions du Conseil européen
Les chefs d'État et de gouvernement de l'ensemble de l'Union ont par ailleurs adopté un « pacte pour la croissance et l'emploi ».

## Compléments
- (en) Summit impact on the eurozone, sur le site du Conseil européen.